# セバスティアン1世 (ポルトガル王)
セバスティアン1世（Sebastião I, 1554年1月20日 - 1578年8月4日）は、ポルトガル王国アヴィス王朝の王（在位：1557年 - 1578年）。「待望王」（o Desejado）と呼ばれる。
ジョアン3世の五男（第8子）ジョアン・マヌエルと、スペイン王カルロス1世（神聖ローマ皇帝カール5世）の娘フアナの子。父ジョアン・マヌエルの母カタリナはカルロス1世の妹、母フアナの母イサベルはジョアン3世の妹であり、セバスティアンの両親は父方と母方の双方で従姉弟の関係にあった。

## 生涯
祖父ジョアン3世には多くの男子がいたが、セバスティアンの父ジョアン・マヌエルも含めて全員に先立たれ、セバスティアンは父ジョアンが没した18日後に誕生した。広場に詰めかけた群衆に王子の誕生が知らされると、群衆は王子の誕生に歓喜し、祝福した。フアナに男子が誕生しなければ、スペイン王フェリペ2世の王子ドン・カルロスにポルトガル王位が移る可能性があったためにセバスティアンの誕生は国民から望まれ、「待望王」と渾名された。生まれた王子は1月28日に受洗し、誕生日の聖人セバスティアヌスにちなんでセバスティアンと名付けられる。セバスティアンの誕生から4か月後、母フアナは婚約時の取り決めに従って母国スペインに戻った。
1557年にジョアン3世が没した後にセバスティアンが3歳で即位し、祖母カタリナが摂政としてセバスティアンを後見した。1562年から1568年までは、大叔父の枢機卿ドン・エンリケが摂政を務めた。1562年に召集されたコルテスはセバスティアンに結婚を要請し、伯父であるスペイン王フェリペ2世の王女イサベル・クララ・エウヘニアとの婚約が取り決められた。
度胸があり、冒険心に富んでいたことから、セバスティアンは「騎士王」とも渾名される。しかし、情緒不安定で虚栄心が強い性格の持ち主でもあり、他人の意見をほとんど聞き入れなかった。自分にへつらい、都合の良い意見を述べる人物にだけ、親しみのある態度を見せていた。11歳のときにバターリャを訪れたセバスティアンはジョアン2世の墓を掘り返し、遺体を立たせて「彼こそ王の責務を最もよく果たした人物である」と言った。
セバスティアンは狩猟と乗馬に耽って国政には関心を示さず、政務の実権はエンリケから取り巻きたちに移っていった。家庭教師であるイエズス会士のカマラ神父、アジア・アフリカを転戦した経歴がある守役のドン・アレイジョは、セバスティアンに強い影響を与えた。14歳になったセバスティアンは親政を行うが、幼少期から戦争と宗教に異常とも言える興味を示していた。祖父にジョアン3世とカルロス1世、伯父にフェリペ2世というヨーロッパの大国の君主を縁戚に持つセバスティアンは、自分自身も偉大な王になることを運命づけられていると信じて成長していく。
年を経るにつれて、セバスティアンの中では十字軍を実施する願望が強くなっていった。ジョアン3世は多額の維持・防衛費を要するモロッコの都市の多くを放棄したが、セバスティアンはこれらの都市の回復を望んだ。セバスティアンが立てた遠征の構想は大胆であるが計画、戦略、退却については考慮されておらず、彼はそれらの要素を臆病者の考えと一蹴した。戦費を捻出するために国民と教会に重い負担がかかり、外国の商人から多額の軍資金を借り入れた。1574年にセバスティアンはサアド朝支配下のモロッコに初めて上陸し、3か月間留まったが戦闘は発生しなかった。帰国後にセバスティアンは遠征の準備を再開し、伯父のフェリペ2世に支援を求めたが、援助は得られなかった。セバスティアンと会見したフェリペは遠征の結果を不安視し、かつて取り決めた結婚の延期を申し出た。
アブー・マルワン・アブド・アル＝マリク1世によってモロッコの王位を追われたムーレイ・ムハンマドがポルトガルに支援を求めたとき、1578年夏にセバスティアンは傭兵を含めた約1万5千の兵士を率いて再びモロッコに上陸する。セバスティアンの軍隊は統制がとれておらず、規律に欠けていた。1578年8月4日にアルカセル・キビールの戦いでポルトガル軍はイスラーム軍と交戦し、ポルトガル史上最大の惨敗を喫した。この戦いで敵のアブー・マルワン・アブド・アル＝マリク1世と味方のムーレイ・ムハンマドは共に戦死し、セバスティアンも行方不明となったが、遺体は見つからなかった。モロッコ遠征に要した戦費は歳入の半分に達し、国家は多大な損失を被った。また、セバスティアンは王妃候補者をことごとく退け、生涯独身だったため、嫡子はいなかった。
このためポルトガル国政は混乱し、枢機卿で摂政を務めていたエンリケ1世が聖職のままに王位に就くが、世俗に戻り婚姻することをスペイン王（ハプスブルク家）の影響下にあるローマ教皇庁に禁止されたため、またも後継者を決めることができないまま1580年に死去し、その後ポルトガルはスペインのフェリペ2世に支配され同君連合として、隣国の支配下に置かれることになる。

## 政策
セバスティアン1世が親政を執っていた期間の大部分は、ポルトガル国内は安定した状態にあり、大規模な政治改革は行われなかった。信仰・教会に関連する法令が多く制定され、ポルトガル本土と植民地の新たな司教区の設置、宗教裁判所の権限の強化などが実施された。
ジョアン3世が没してセバスティアンが即位した後も、ポルトガルの海外領土は拡大を続けた。1559年にポルトガル軍はインド西岸のダマンの再征服に成功する。1567年にブラジル総督Mem de Sáが南アメリカのリオデジャネイロ湾からフランス軍を撃退し、要塞を占領する。要塞はコロニア（植民地区）に作り替えられ、これが後のリオデジャネイロに発展する。1570年にはアンゴラの植民地化を開始した。1562年にモロッコ、1570年にインドのゴア、チャウルが攻撃を受けるが、防衛に成功した。
ポルトガルの奴隷貿易に対しては、規模が大きくなったためカトリック教会への改宗に悪影響が出ることを懸念して1571年に日本人の奴隷交易の中止を命令した。

## セバスティアニズモ
1580年からポルトガルはスペインの支配下に置かれ、困窮する民衆は救世主の出現を熱望していた。1530年に靴屋のバンダーラが書いた隠れた王が民衆を解放する予言詩にセバスティアンがあてはめられ、遺体が見つからなかったセバスティアン王は実は戦死しておらず、敗北を恥じ入って姿を隠しているだけである、と信じられるようになる。民衆はセバスティアンの帰国を信じ、各地にセバスティアンを詐称する者が多く現れた。
スペイン支配下のポルトガルにおけるこのセバスティアニズモ（メシア待望論）はスペイン支配を終わらせる民衆の反乱の原動力になり、1640年12月1日に蜂起し国家独立を回復したジョアン4世のブラガンサ王朝の正統性を強化するために利用された。